# Бутаков, Александр Николаевич
Александр Николаевич Бутаков (1779—1845) — офицер Российского императорского флота, один из представителей дворянского рода Бутаковых, участник Трафальгарского сражения и войны с Турцией 1806—1812 годов (Дарданелльское и Афонское сражения), генерал-майор по адмиралтейству, директор Департамента корабельных лесов, писатель и переводчик. В честь Бутакова названы две реки (Верхняя и Нижняя Бутакова) на востоке южного острова архипелага Новая Земля.

## Биография
Александр Николаевич Бутаков родился 31 марта (по другим данным 15 февраля) 1779 года в родовом имении близ деревни Пчёлкино Костромского уезда, Костромской губернии в дворянской семье корнета Казанского кирасирского полка Николая Дмитриевича Бутакова (1736—1806) и его супруги Авдотьи Николаевны (в девичестве Саблина). В семье было 4 дочери: Елена, Любовь, Серафима, Анна и три сына: Григорий, Иван и Александр. Все сыновья стали морскими офицерами. Александр был младшим среди братьев.
До 16 лет Александр воспитывался дома. 10 апреля 1795 года поступил в Морской корпус, 1 мая того же года произведён в гардемарины и направлен на линейный корабль «Европа», на котором в это же время служили мичманами и его старшие братья. Корабль участвовал в походе русской эскадры, осуществлении блокады голландского побережья и высадке десанта на остров Тексель. 1 мая 1796 года Александр был произведён в мичманы. В 1800—1801 годах Бутаков командовал военным транспортом «Грибсвальд». В 1802 году был назначен на фрегат «Тихвинская Богородица», который крейсировал в Балтийском море.
В 1803—1806 годах по Высочайшему повелению, Бутаков, вместе с другими российскими морскими офицерами, был направлен волонтёром для корабельной службы в Англию. За время службы в королевском флоте плавал в Северном море, Атлантическом океане, посещал Вест-Индию, участвовал в захвате невольничьих судов, перевозивших негров-рабов из Африки на острова Карибского моря. 2 июня 1804 года был произведён в лейтенанты флота. В 1805 году он принял участие в сражениях с французским флотом у Кадикса и в знаменитом Трафальгарском бою на корабле «Виктория», на котором держал свой флаг адмирал Нельсон, смертельно раненый в этом сражении. Служа на корабле под командованием английского адмирала Декерса впервые познакомился с возможностями семафорного телеграфа, и благодаря этому, впоследствии создал свод семафорных сигналов на русском языке, а в 1808 году, находясь в Лиссабоне разработал собственную систему семафорного (оптического) телеграфа.
Участник войны с Турцией 1806—1812 годов. В 1807 году Бутаков вернулся в Россию и был назначен командиром шхуны «Забияка» (бывшая французская шебека, захваченная фрегатом «Автроил» у г. Спалатро), на которой плавал в Средиземном и Адриатическом морях. Затем служил на 82-пушечном линейном корабле «Рафаил», на котором участвовал морских сражениях, в том числе в Дарданелльском сражении 10 мая 1807 года и Афонском сражении 19 июня 1807 года. Во время боя с неприятельским флагманом 120-пушечным кораблём «Мессудие» под флагом капудан-паши Сеид-Али, погиб командир «Рафаила» капитан 1 ранга Д. А. Лукин, командование кораблём принял А. Н. Бутаков. После сражения, Бутаков на «Рафаиле» прибыл в Корфу, а затем, вместе с эскадрой вице-адмирала Сенявина, перешёл на лиссабонский рейд. В результате начала англо-русской войны 1807—1812 годов, эскадра Д. Н. Сенявина оказалась заблокирована в Лиссабоне английским флотом до августа 1808 года. Осенью того же года Бутаков перешёл в Портсмут. 26 ноября 1808 года был награждён орденом Святого Георгия 4 класса за 18 морских компаний. В 1809 году Бутаков возвратился на английском транспортном судне из Портсмута в Россию.
В 1810 году был определён адъютантом к своему дяде, главному командиру свеаборгского порта вице-адмиралу А. Н. Саблину, а затем назначен командиром гребной флотилии в Свеаборге. 11 декабря 1811 года произведён в капитан-лейтенанты. В 1812 году принимал участие в оборонительных операциях по защите Риги от французского флота. В 1813 году был переведён в Кронштадт на должность начальника училища малолетних юнг, состоял при штабе главного командира Кронштадтского порта Ф. В. Моллера. В 1816—1818 годах командовал ластовым экипажем в Кронштадте. В 1818 году за перевод и дополнение «Морского телеграфа» был награждён бриллиантовым перстнем. 3 февраля 1819 года А. Н. Бутаков по собственному желанию был уволен с военной службы с чином капитана 2 ранга и половинным пенсионом жалованьем.
С 1819 года служил в Министерстве внутренних дел чиновником по особым поручениям. В 1820—1828 годах состоял членом санкт-петербургской портовой таможни по Департаменту внешней торговли. 14 марта 1828 года вновь был принят на службу в морское ведомство, с переименованием в капитаны 1 ранга и назначением вице-директором Инспекторского департамента Морского министерства, а затем назначен директором Департамента корабельных лесов. В 1832 году удостоен ордена Святого Владимира 4 степени.
1 марта 1839 года Бутаков был произведён в чин генерал-майора по адмиралтейству и назначен заведовать Балтийским округом корабельных лесов. Являлся членом общего присутствия черноморского интендантства. 3 марта 1843 года А. Н. Бутаков по болезни вышел в отставку с мундиром и полным пенсионом жалованья. Проживал вместе с семьёй в родовом имении Пчёлкино.
Александр Николаевич скончался 25 мая 1845 года. Похоронен на кладбище погоста Семилово Костромской губернии.

## Семья
Александр Николаевич был женат дважды. Первый раз вступил в брак в 1810 году с Екатериной Степановной (? — 1845). В этом браке у них родились: сын Степан (1811 — ?) ставший военным инженером, полковником и дочь Евдокия (1813 — ?) — вышедшая замуж за морского врача Мартьянова. Второй раз А. Н. Бутаков женился в 1817 году на дочери флотского офицера капитана 2 ранга И. И. Лаврова — Александре Ивановне (? — 1866). В этом браке у супругов Бутаковых родились и выросли четыре сына (Николай, Михаил, Александр и Сергей) и четыре дочери (Серафима, Варвара, Александра, Екатерина). Все сыновья стали морскими офицерами, сын Александр погиб при обороне Севастополя. Две дочери вышли замуж за военных моряков, а две оставались в девицах.

## Публикации
- Замечания и наставления офицерам на корабле, во всех важных случаях морского искусства, включая формы общих и частных приказаний для лучшего управления и дисциплины на кораблях его величества Флота Капитаном. Лондон. (переведена и приспособлена к нашей службе флота капитан-лейтенантом и кавалером Александром Бутаковым. 1821. Кронштадт) Архивная копия от 13 января 2020 на Wayback Machine. Была напечатана в 1822 году в Санкт-Петербурге[13].
- Словарь морских слов и речений, с английского на французский и русский языки. — Санкт-Петербург : тип. И. Глазунова и К°, 1837[14].
- Телеграфные сигналы для господ помещиков. Архивная копия от 16 ноября 2021 на Wayback Machine — Санкт-Петербург: тип. Врем. деп. воен. поселений, 1833[14].

## Память
В честь Александра Николаевича Бутакова русский мореплаватель и гидрограф П. К. Пахтусов в июле 1833 года назвал две реки (Верхняя и Нижняя Бутакова) на востоке южного острова архипелага Новая Земля.